# Xolo Maridueña
Xolo Maridueña, född 9 juni 2001 i Los Angeles, Kalifornien, är en amerikansk skådespelare med mexikansk, kubansk och ecuadoriansk härkomst. Han är mest känd för sin roll som Miguel Diaz i Netflixserien Cobra Kai och som Victor Graham i TV-serien Parenthood.